# Els turons tenen ulls (pel·lícula de 2006)
Els turons tenen ulls (títol original: The Hills Have Eyes) és un remake de la pel·lícula de terror del mateix títol creada en 1977 per Wes Craven. Dirigida per Alexandre Aja i amb la direcció artística de Gregory Levasseur, el film va tenir tant d'èxit que té una seqüela, The Hills Have Eyes 2, estrenada el 2007. Ha estat doblada al català.

## Argument
Els Carter són una família de classe mitjana que marxa de vacances per acompanyar els pares a les noces de plata. Les vacances s'interrompen quan la caravana amb què viatgen pateix un accident al desert de Nou Mèxic. Aïllats del món, aviat s'adonaran que no estan sols: als pujols habita una estirp de mutants sanguinaris fruit de les contínues proves nuclears de l'exèrcit, que no dubtaran a aniquilar els Carter de les formes més esborronadores..
El 1977, Wes Craven es va inspirar en el relat sobre la família escocesa Sawney Bean que, d'acord amb la llegenda, assassinava els viatgers i després els devorava al segle xvii, fins que el rei Jacob I d'Anglaterra va enviar tropes al seu cau i els va aniquilar de la mateixa manera que ells mataven les seves innocents víctimes.

## Repartiment
| Actor/Actriu                        | Personatge           |
| ----------------------------------- | -------------------- |
| Aaron Stanford                      | Doug Bukowski        |
| Emilie de Ravin                     | Brenda Carter        |
| Dan Byrd                            | Bobby Carter         |
| Kathleen Quinlan                    | Ethel Carter         |
| Vinessa Shaw                        | Lynn Carter-Bukowski |
| Ted Levine                          | Big Bob Carter       |
| Maisie Camilleri Preziosi           | Catherine Bukowski   |
| Laura Ortiz                         | Ruby                 |
| Robert Joy                          | Lizard               |
| Michael Bailey Smith                | Pluto                |
| Greg Nicotero                       | Cyst                 |
| Ezra Buzzington                     | Goggle               |
| Billy Drago                         | Papà Jupiter         |
| Desmond Askew                       | Big Brain            |
| Ivana Turchetto                     | Big Mama             |
| Tom Bower                           | Amo de la Gasolinera |
| Maxime Giffard                      | Primera víctima      |
| Judith Jane Vallette i Adam Perrell | Nens deformes        |

## Crítica
- La cinta va rebre molt bones crítiques pel que fa al públic gore, no obstant això no va obtenir tantes bones crítiques del públic més sensible, però va ser un èxit comercial: es va projectar en un total de 2.521 cinemes i va recaptar (des del 15 de juny de 2006) fins a 41.773.472 dòlars en la taquilla nord-americana i 5.808.032 dòlars en la resta del món. La pel·lícula conté moments gràfics de violència extrema: un intent de violació, una escena en la qual s'abusa sexualment d'una dona mentre encanonen amb una pistola a la seva filla, una escena en la qual un personatge es vola el cap amb una escopeta i altres múltiples baralles a mort amb excés de sang.
- "Els snobs seran poc inclinats, els puristes s'horroritzaran, però aquesta nova -i extremadament desagradable- versió del clàssic d'horror de Craven de 1977 és tremendament bona en el que es proposa. I majorment el que es proposa és que et sentis fatal."[3]
- "Res està bé en aquest ridícul festí de porqueries de terror."[4]
- "Fins i tot quan reinventa, Aja inventa. Se li va donar el primer gran pressupost per a una pel·lícula americana i se li va dir que podria fer tot el que se li acudís. Visualment, el film està salvatgement viu, ple de cops efectius."[5]

## Premis i nominacions
| Premi                 | Categoria                                 | Nominats                                         | Resultat   | Ref.  |
| --------------------- | ----------------------------------------- | ------------------------------------------------ | ---------- | ----- |
| Premis Saturn         | Millor maquillatge                        | Howard Berger, Greg Nicotero i Mario Michisanti. | Nominada   | [ 6 ] |
| Premis Empire         | Millor pel·lícula de terror               | Nominada                                         |            |       |
| Chainsaw Awards       | Bloodiest Beatdown                        | Michael Bailey Smith i Aaron Stanford            | guanyadora | [ 7 ] |
| Chainsaw Awards       | Looks That Kill (Millor maquillatge FX)   | guanyadora                                       |            | [ 7 ] |
| Chainsaw Awards       | Killer Movie (Pel·lícula més terrorífica) | Alexandre Aja                                    | Nominada   | [ 7 ] |
| Chainsaw Awards       | Millor dolent                             | Robert Joy                                       | nominada   | [ 7 ] |
| Chainsaw Awards       | Creepiest Kid                             | Laura Ortiz                                      | Nominada   | [ 7 ] |
| Premis Golden Schmoes | Pel·lícula de terror de l'any             | Nominada                                         | [ 8 ]      |       |
| NIFFF                 | Millor pel·lícula                         | Alexandre Aja                                    | nominada   |       |